# 瓦拉瓦拉縣 (華盛頓州)
沃拉沃拉縣（英語：Walla Walla County）是美国华盛顿州東南部的一個縣，西界哥倫比亞河，北界蛇河，南鄰俄勒冈州，面積3,365平方公里。根據2020年美國人口普查，共有人口62,584人。縣治沃拉沃拉（Walla Walla）。該縣成立於1854年4月25日，縣名來自瓦拉瓦拉人（印第安原住民的一支）。